# Cratere Rongxar
Rongxar  è un cratere sulla superficie di Marte.